# آسیابان و دودکش‌پاک‌کن
آسیابان و دودکش‌پاک‌کن (انگلیسی: The Miller and the Sweep) یک فیلم کوتاه و صامت بریتانیایی به کارگردانی جرج آلبرت اسمیت است که در سال ۱۸۹۸ منتشر شد. این فیلم نزاع بین یک آسیابان و دودکش‌پاک‌کن را نشان می‌دهد.